# 끌로에 (기업)

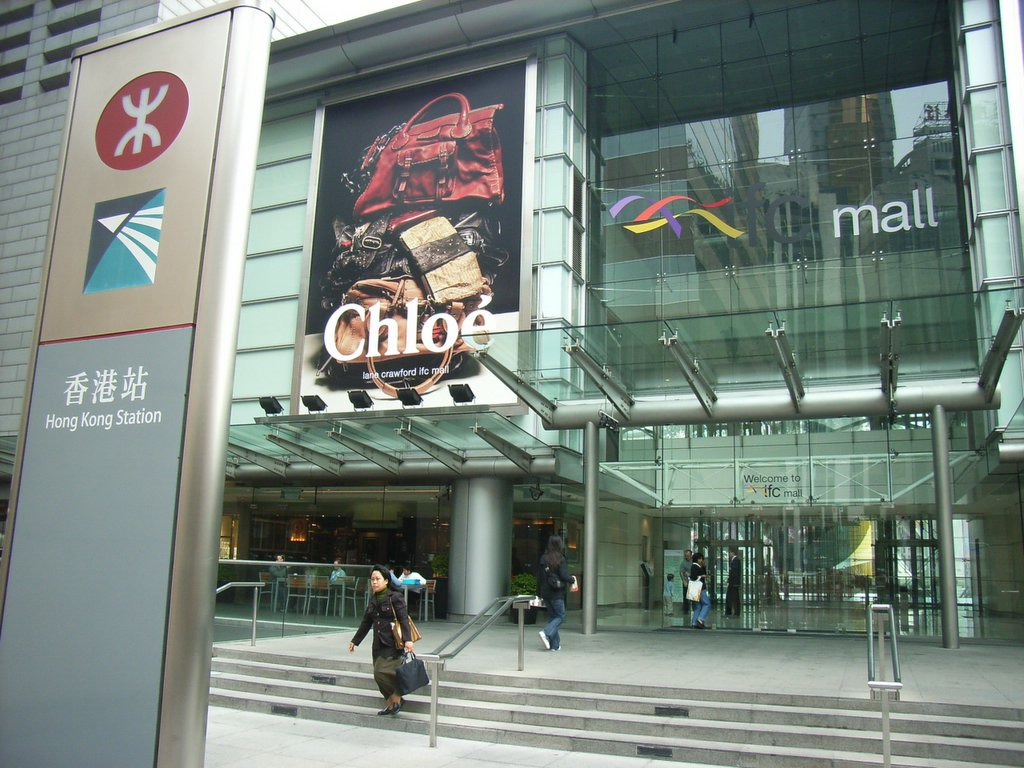
홍콩

끌로에 또는 클로에(Chloé)는 1952년 Gaby Aghion에 의해 설립된 프랑스의 럭셔리 패션 하우스이다.
본사는 프랑스 파리에 위치해 있다. 이 하우스는 럭셔리 브랜드 기업 리치몬트 그룹이 소유하고 있다. 끌로에는 수많은 유명인사들이 착용하고 있는데, 여기에는 마리옹 코티야르, 시에나 밀러, 마돈나, 재뉴어리 존스, 매기 질런홀, 캐머런 디애즈, 엠마 스톤, 클레망스 포에지, 케이티 홈즈 등이 있다.